# 461
El 461 (CDLXI) fou un any comú començat en diumenge del calendari julià.

## Esdeveniments
- Inici del regnat de Libi Sever
- Concili a Tours

## Necrològiques
- 10 de novembre - Roma (Itàlia): Papa Lleó I, clergue catòlic italià.